# Capilla Einsiedeln
La capilla Einsiedeln (también Capilla Ermitaña) en Rastatt, es una capilla que fue construida en 1715 por Johann Michael Ludwig Rohrer como réplica de una capilla  del parque del castillo de Schlackenwerth, en Ostrov que a su vez es una réplica de la capilla de peregrinación María Einsiedeln en Einsiedeln, en el Cantón de Schwyz, Suiza.

## Historia
La margravina Franziska Sibylla Augusta hizo varias peregrinaciones a Einsiedeln en Suiza porque el primogénito del príncipe heredero Ludwig Georg no quería empezar a hablar. Cuando el príncipe heredero finalmente comenzó a hablar después de una peregrinación, la Margravina hizo hacer en 1709 una copia de la capilla de Einsiedeln en Schlackenwerth según los planos originales. Hoy en día sólo se puede ver una réplica clasicista del original suizo.
Se supone que los Margravinos quisieron agradecer el Tratado de Paz de Rastatt de 1714 reconstruyendo la capilla en Rastatt. Las tumbas de los Padres Escolapios se encuentran en la iglesia baja de la capilla desde 1742.

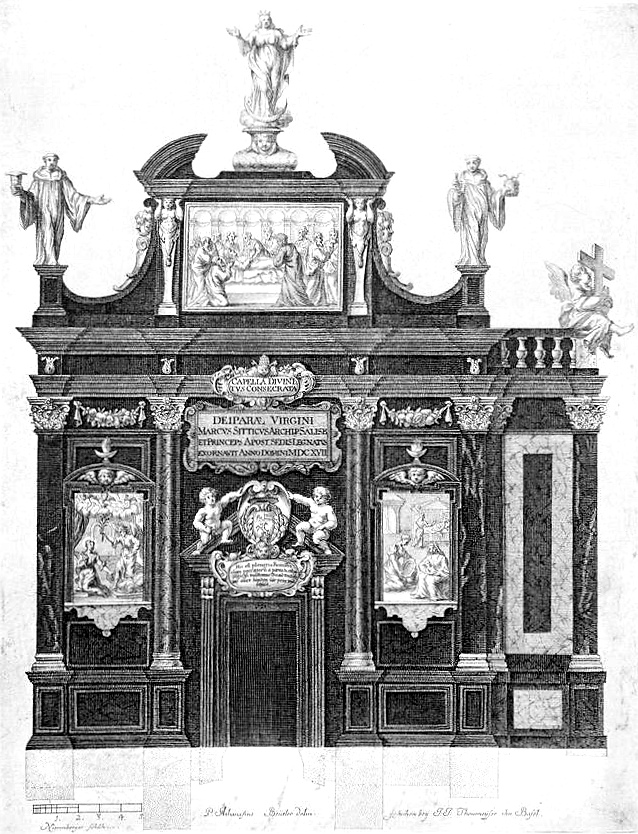
Capilla de Gracia en el Monasterio de Einsiedeln (destruido en 1798)
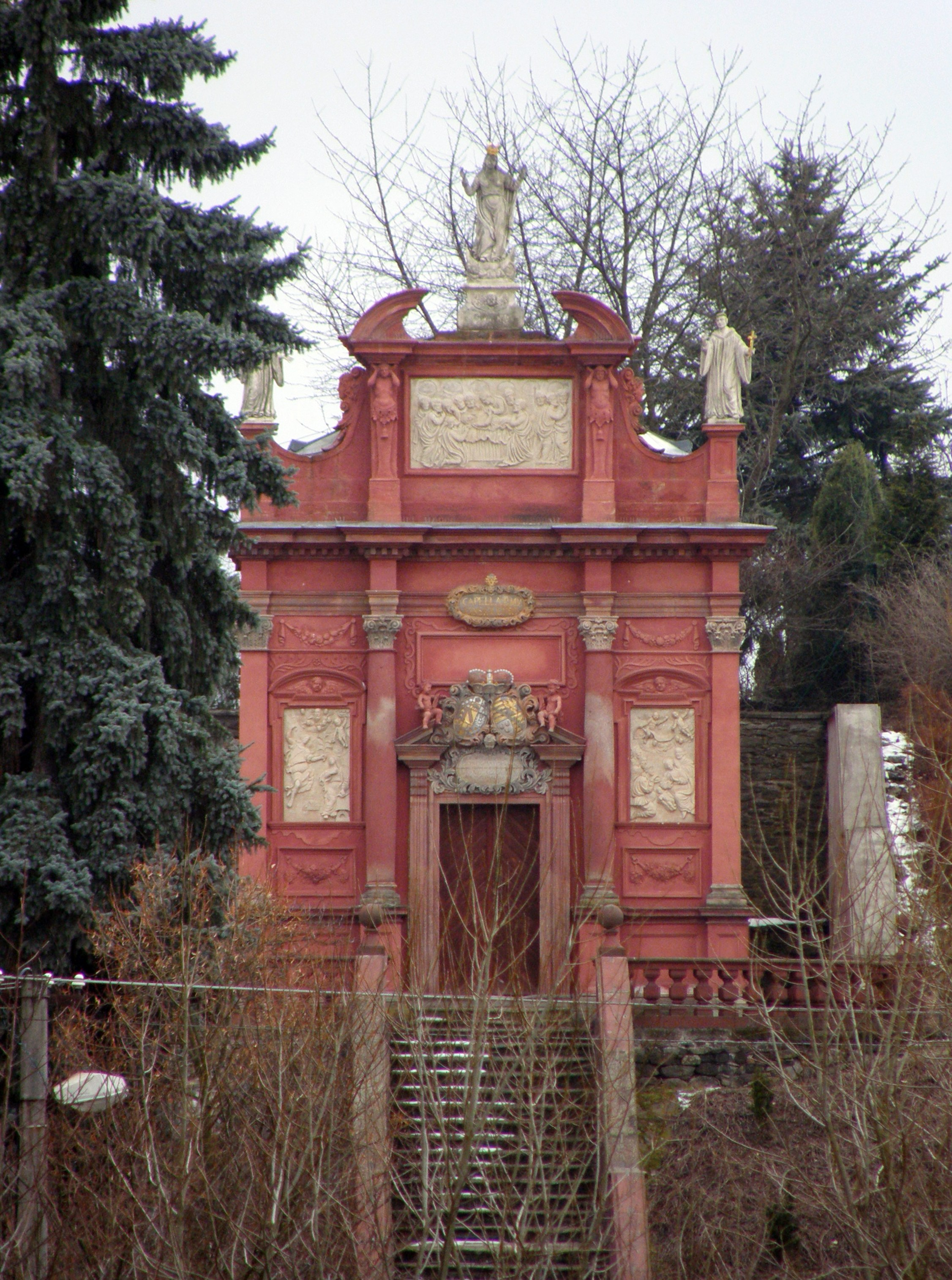
Capilla  del parque del castillo de Schlackenwerth
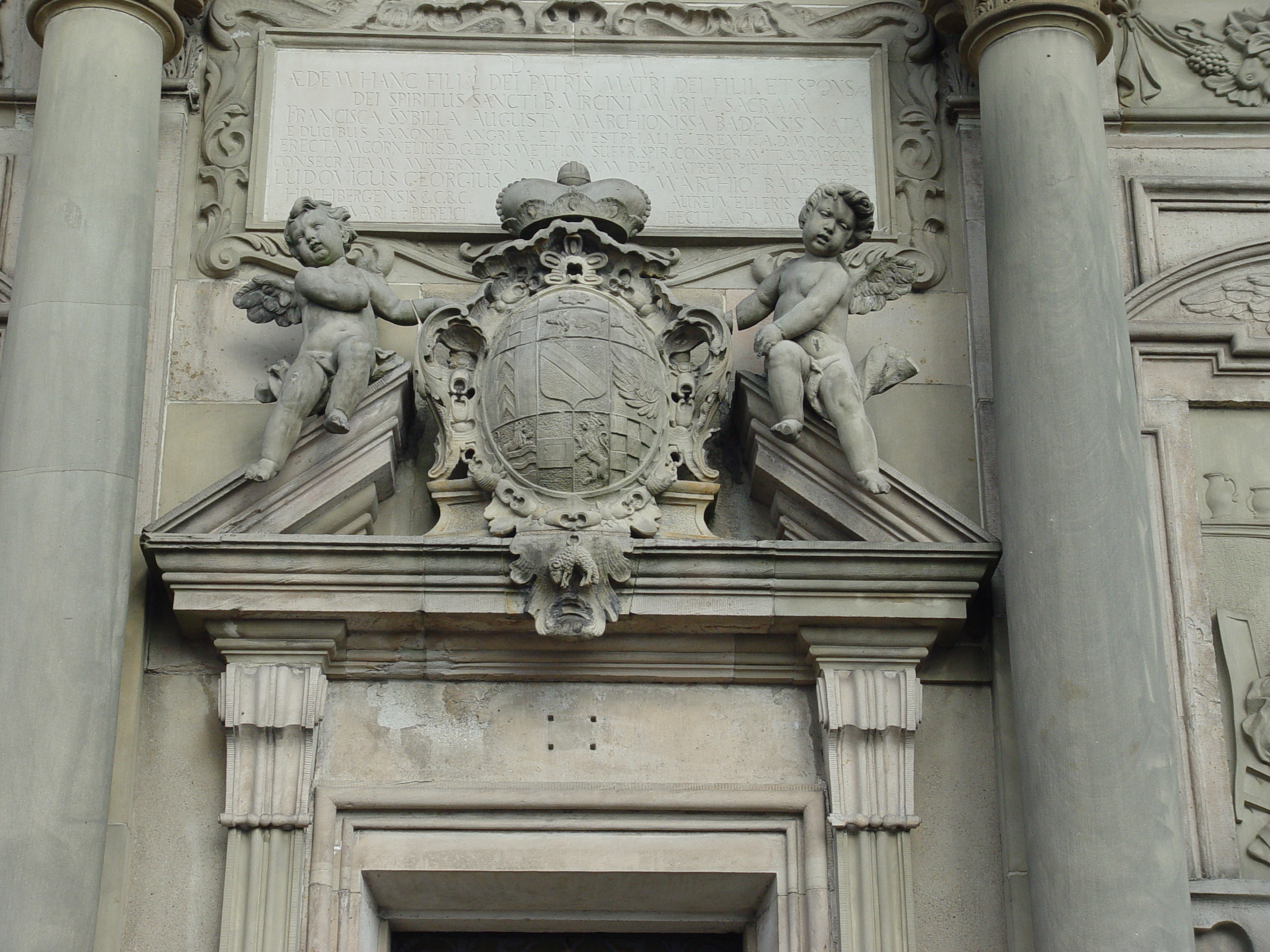
El escudo de armas del margrave.
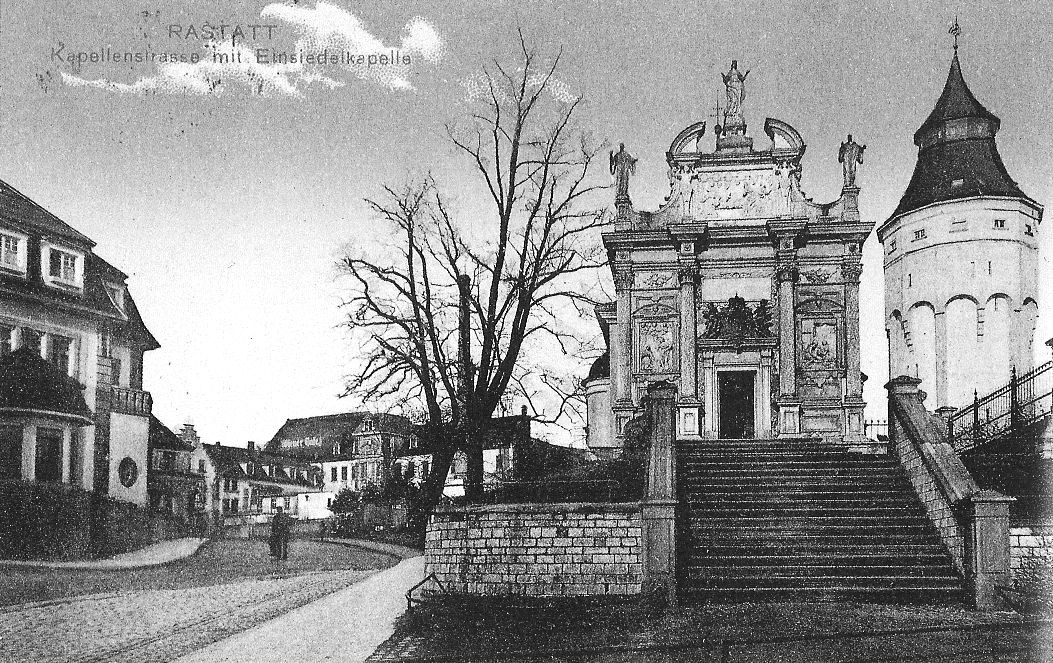
Capilla Einsiedeln en Rastatt 1909

## Descripción

### Fachada
Justo encima de la puerta de entrada se disponen dos amorcillos con el escudo del margrave . El frontón, sostenido por columnas corintias, está coronado por la Virgen flotando sobre una luna creciente. Hay dos estatuas de santos a cada lado del frontón. Uno de los santos es San Benito de Nursia, fundador de la Orden Benedictina, el otro santo es San Meinrado, que fue ermitaño en Suiza en 835 y en cuyo lugar de muerte se encuentra el actual monasterio de Einsiedeln.

### Interior
En directa contradicción con el pomposo exterior, en el sencillo interior de la capilla se encuentra una réplica de la imagen milagrosa de Einsiedeln. En la imagen milagrosa se puede ver a la Virgen Negra rodeada de amorcillos y relámpagos dorados. A diferencia de sus originales, la Capilla Rastatt también tiene en el sótano una réplica de la Gruta de la Natividad de Belén.